# Okres Praha-východ
Praha-východ (Nederlands: Praag-Oost) is een district (Tsjechisch: Okres) in de Tsjechische Midden-Bohemen, maar de hoofdstad ligt in een andere regio. Het district wordt namelijk bestuurd vanuit Praag (Praha). Het district ligt ten noorden en oosten van Praag en bestaat uit 110 gemeenten (Tsjechisch: Obec). Op 1 januari 2007 zijn er 23 nieuwe gemeenten aan het district toegevoegd, die daarvoor bij de okresy Mělník, Kolín en Mladá Boleslav hoorden. De gemeenten Čakovičky, Kojetice en Postřižín hoorden eerst bij dit district, maar nu bij Mělník. Řehenice hoort nu bij de okres Benešov. In het zuiden van de regio ligt de cultuurregio Ladův Kraj, dit is een samenwerkingsverband van 24 gemeentes rondom de gemeente Hrusice dat bestaat sinds 23 november 2000 om de nalatenschap van Tsjechisch illustrator Josef Lada levendig te houden.

## Lijst van gemeenten
De obce (gemeenten) van de okres Praha-východ. De vetgedrukte plaatsen hebben stadsrechten. De cursieve plaatsen zijn steden zonder stadsrechten (zie: vlek). Enkele gemeenten in dit district zijn zelf weer onderverdeeld in deelgemeenten (části obcí).
Babice - Bašť - Borek - Bořanovice - Brandýs nad Labem-Stará Boleslav - Brázdim - Březí - Čelákovice - Černé Voděrady - Čestlice - Dobročovice - Dobřejovice - Doubek - Dřevčice - Dřísy - Herink - Hlavenec - Horoušany - Hovorčovice - Hrusice - Husinec - Jenštejn - Jevany - Jirny - Kaliště - Kamenice - Káraný - Klecany - Klíčany - Klokočná - Konětopy - Konojedy - Kostelec nad Černými lesy - Kostelec u Křížků - Kostelní Hlavno - Kozojedy - Křenek - Křenice - Křížkový Újezdec - Kunice - Květnice - Lázně Toušeň - Lhota - Líbeznice - Louňovice - Máslovice - Měšice - Mirošovice - Mnichovice - Modletice - Mochov - Mratín - Mukařov - Nehvizdy - Nová Ves - Nový Vestec - Nučice - Nupaky - Odolena Voda - Oleška - Ondřejov - Oplany - Panenské Břežany - Pětihosty - Petříkov - Podolanka - Polerady - Popovičky - Prusice - Předboj - Přezletice - Radějovice - Radonice - Říčany - Sedlec - Senohraby - Sibřina - Sluhy - Sluštice - Strančice - Struhařov - Stříbrná Skalice - Sudovo Hlavno - Sulice - Svémyslice - Světice - Svojetice - Šestajovice - Škvorec - Štíhlice - Tehov - Tehovec - Úvaly - Veleň - Veliká Ves - Velké Popovice - Větrušice - Vlkančice - Vodochody - Všestary - Vyšehořovice - Výžerky - Vyžlovka - Zápy - Záryby - Zdiby - Zeleneč - Zlatá - Zlonín - Zvánovice

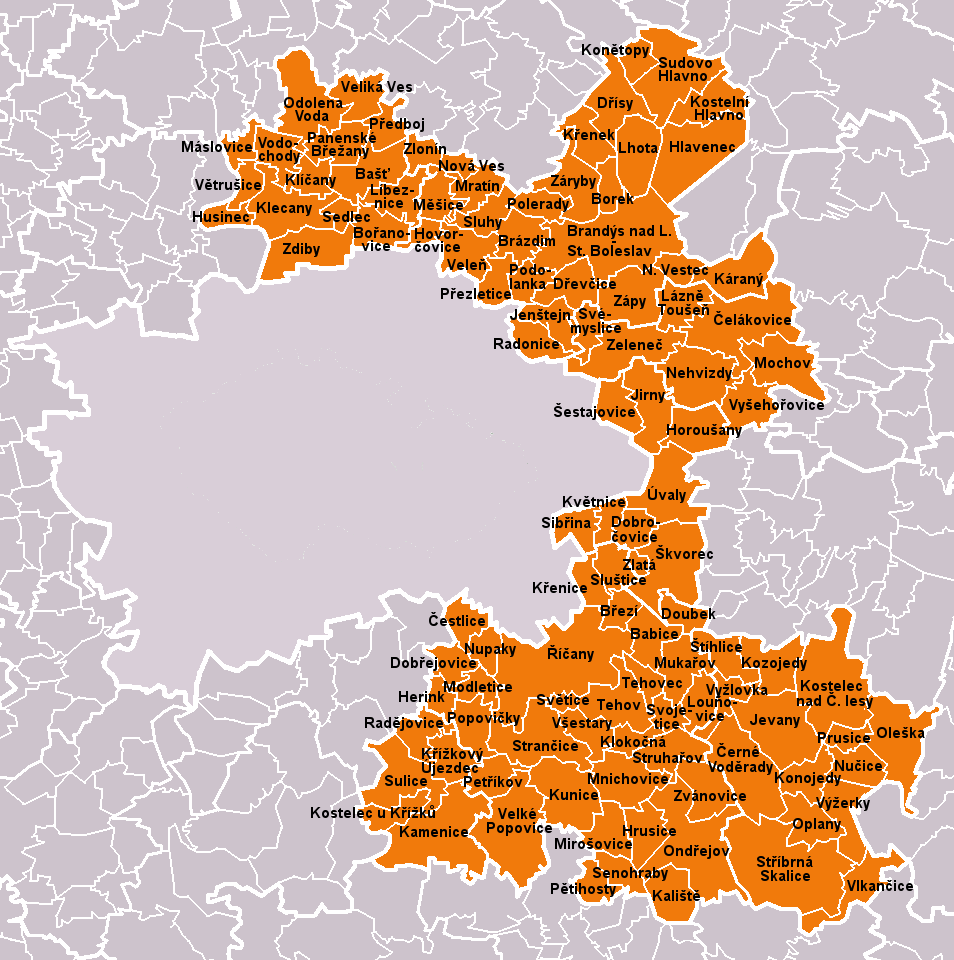
Gemeenten van okres Praha-východ

Benešov · Beroun · Kladno · Kolín · Kutná Hora · Mělník · Mladá Boleslav · Nymburk · Praha-východ · -západ · Příbram · Rakovník